# Calceolaria neglecta
Calceolaria neglecta är en toffelblomsväxtart som beskrevs av U. Molau. Calceolaria neglecta ingår i släktet toffelblommor, och familjen toffelblomsväxter. Inga underarter finns listade i Catalogue of Life.